# Pierre Gallissaires
Pierre Gallissaires (geboren 4. Dezember 1932 in Talence; gestorben am 10. August 2020 in Toulouse.) war ein französischer Literaturübersetzer und Lyriker. Mit Hanna Mittelstädt und Lutz Schulenburg gehörte er zu den Gründern der Edition Nautilus in Hamburg.

## Leben
Über seinen familiären Hintergrund ist nichts bekannt. Ab Ende der 1950er Jahre lebte Pierre Gallissaires einige Jahre in Marokko, um nicht zum Algerienkrieg eingezogen zu werden. Zurück in Frankreich legte er einen Bachelor-Abschluss in Literaturwissenschaft ab und begann als Übersetzer zu arbeiten. Hanna Mittelstädt schrieb in ihrem Nachruf, Gallissaires sei ein  „begeisterte[r] Kombattant im Mai 68“ gewesen. Er kam 1971/1972 nach Hamburg in die Anarchisten-Szene. Mit Lutz Schulenburg gab er die anarchistisch ausgerichtete Heftserie Materialien Analysen Dokumente (MAD) heraus. Hanna Mittelstädt schloss sich ihnen an. Gemeinsam gründeten sie 1973 den MAD-Verlag für Sozialistische Texte und Literatur, in dem sie Broschüren und Flugschriften sowie die Zeitschrift Revolte mit dem Untertitel „Organ der Subrealisten“ herausgaben. Daraus ging der Verlag Edition Nautilus hervor.
Nach Auskunft von Hannah Mittelstädt hatte Gallissaires in Frankreich als Deutschlehrer gearbeitet und „sprach akzentfrei Deutsch“. Für die Edition Nautilus übertrug er politische Schriften und literarische Werke französischer Schriftsteller der Avantgarde des 20. Jahrhunderts ins Deutsche. Gallissaires brachte in die Zusammenarbeit seine Kontakte zu französischen Situationisten und Surrealisten mit, die in den ersten Jahren das Verlagsprogramm prägten. Sie machten einen großen Teil der Publikationen aus. Übersetzungen von Tristan Tzara (Sieben Dada Manifeste), Isidore Ducasse (Poesie), Jacques Vaché (Kriegsbriefe), Arthur Cravan (König der verkrachten Existenzen) oder das geschriebene Werk Francis Picabias (Unser Kopf ist rund, damit das Denken die Richtung wechseln kann) wurden von ihm angeregt.
Für französische Verlage übersetzte Gallissaires deutsche Schriftsteller, wie Alfred Döblin, Oskar Panizza, Arthur Schnitzler, Hans Magnus Enzensberger sowie das Gesamtwerk von Max Stirner, darunter das philosophische Essay Der Einzige und sein Eigentum (L'Unique et sa propriété).
Seine Übersetzung von Franz Jungs Biografie Der Weg nach unten ins Französische (Le Scarabée-torpille) wurde 1995 mit dem „Prix Gérard de Nerval“ ausgezeichnet. Gemeinsam mit dem Belgier Jan H. Mysjkin übertrug er niederländische und flämische Dichter aus dem Niederländischen ins Französische. Für den Gedichtband Neuf poètes néerlandais erhielten beide den „Brockway Prize“ der Niederländischen Stiftung für Literatur. Gallissaires schrieb selbst Gedichte und veröffentlichte Lyrikbände auf Deutsch und Französisch.
Pierre Gallissaires lebte abwechselnd in Deutschland und Frankreich, zuletzt mehrere Jahre nach dem Tod seiner Lebensgefährtin allein in einem Haus in Montauban. Er starb mit 87 Jahren in einem Krankenhaus in Toulouse.

## Veröffentlichungen
als Herausgeber (Auswahl)
- Dada Paris. Manifeste, Aktionen, Turbulenzen. Edition Nautilus, Hamburg; Edition Moderne, Zürich 1989 (= Kleine Bücherei für Hand und Kopf, Bd. 21), ISBN 978-3-89401-153-6
- Das Paris der Surrealisten. Illustrierte Reisemontage zur poetischen Geographie einer Metropole, zusammengestellt und hrsg. von Pierre Gallissaires; Text: André Breton, Vorwort von Frank Witzel und ein Nachwort von Walter Benjamin. Nautilus-Nemo-Press Mittelstädt, Hamburg 1981, ISBN 978-3-922513-05-6

Lyrik
- Le dit du poème parmi d'autres, Édition Aviva, Bordeaux, 2010
- Die Strassen, die Mauern, die Commune/La rue, les murs, la commune, 22 Gedichte über Mai und Juni '68 (Französisch und Deutsch), MaD-Verlag Schulenburg, Hamburg 1975
- Vingt-deux poèmes (1960-1966), G. Chambelland, Paris 1968
- Onze poèmes et quelques autres militants (1966–1968), P. J. Oswald, Honfleur